# Glypta linearis
Glypta linearis är en stekelart som beskrevs av Dasch 1988. Glypta linearis ingår i släktet Glypta och familjen brokparasitsteklar. Inga underarter finns listade i Catalogue of Life.